# جائزة الصين الكبرى 2015
جائزة الصين الكبرى 2015 (بالإنجليزية: 2015 Chinese Grand Prix)‏ هو سباق فورمولا 1 أقيم في حلبة شانغهاي الدولية، الصين. كان الثالث من أصل 19 في بطولة العالم لسباقات الفورمولا واحد موسم 2015.